# Кастино
Кастино (итал. Castino) је насеље у Италији у округу Кунео, региону Пијемонт.
Према процени из 2011. у насељу је живело 208 становника. Насеље се налази на надморској висини од 539 м.

## Становништво
| 1936. | 1951. | 1961. | 1971. | 1981. | 1991. | 2001. | 2011. |
| ----- | ----- | ----- | ----- | ----- | ----- | ----- | ----- |
| 1.527 | 1.240 | 890   | 678   | 584   | 549   | 526   | 500   |